# ル・ディヴォース/パリに恋して
『ル・ディヴォース/パリに恋して』（Le Divorce）は2003年制作のアメリカ・フランス合作のロマンティック・コメディ。

## ストーリー
フランス人と結婚した姉ロクサーヌに会うため、パリへと降り立ったイザベル。ロクサーヌは小さな娘がいて、さらに妊娠中。だが夫のシャルルは浮気しているというのだ。イザベルは彼女を慰める一方で、パリで優雅に過ごし、シャルルの叔父と愛人になってしまう。だがそんな時、イザベルはシャルルとの関係に悩んでいたロクサーヌが腕を切り虫の息になっているのを発見する。

## キャスト
| 役名                   | 俳優                     | 日本語吹替 |
| ---------------------- | ------------------------ | ---------- |
| イザベル               | ケイト・ハドソン         | 沢海陽子   |
| ロクサーヌ             | ナオミ・ワッツ           | 佐々木優子 |
| シャルル・アンリ       | メルヴィル・プポー       | 檀臣幸     |
| オリヴィア             | グレン・クローズ         | 宮寺智子   |
| ベルトラン             | ジャン＝マルク・バール   | 樫井笙人   |
| スザンヌ               | レスリー・キャロン       | 火野カチコ |
| マギーヴ・ウォーカー   | ストッカード・チャニング | 佐藤しのぶ |
| チェスター・ウォーカー | サム・ウォーターストン   | 堀部隆一   |
| イヴ                   | ロマン・デュリス         | 土田大     |
| ピアース               | スティーヴン・フライ     |            |
| エドガル               | ティエリー・レルミット   | 佐々木勝彦 |
| テルマン               | マシュー・モディーン     | 三宅健太   |
| ジュリア               | ビビ・ニューワース       | 小野未喜   |